# Tenuipalpus galpiniae
Tenuipalpus galpiniae är en spindeldjursart som beskrevs av Meyer 1979. Tenuipalpus galpiniae ingår i släktet Tenuipalpus och familjen Tenuipalpidae. Inga underarter finns listade i Catalogue of Life.